# يحيى حقي
يحيى حقي محمد حقي (7 يناير 1905م - 9 ديسمبر 1992م) كاتب وروائي مصري، ومن رواد القصة القصيرة، ولد في القاهرة لأسرة ذات جذور تركية. درس الحقوق وعمل بالمحاماة والسلك الدبلوماسي والعمل الصحفي. يعد علامة بارزة في تاريخ الأدب والسينما ومن كبار الأدباء المصريين. نشر أربع مجموعات من القصص القصيرة، والعديد من المقالات، ومن أشهر رواياته قنديل أم هاشم.

## مولده وعائلته

### الجذور
ولد «يحي حقي» في 17 يناير 1905 في بيت صغير من بيوت وزارة الأوقاف المصرية ب«درب الميضة» ـ الميضأة ـ وراء «المقام الزينبي» في حي السيدة زينب بالقاهرة؛ لأسرة تركية مسلمة متوسطة الحال غنية بثقافتها ومعارفها، هاجرت من (الأناضول) وأقامت حقبة في شبه جزيرة «المورة»، وقد نزح «إبراهيم حقي» (توفي سنة 1890)، أحد أبناء هذه العائلة إلى مصر ـ في أوائل القرن التاسع عشر، قادما من اليونان، ـ وكانت خالته السيدة حفيظة المورالية (خازندارة) بقصور الخديوي إسماعيل؛ فتمكنت من تعيين قريبها الوافد في خدمة الحكومة، فاشتغل زمناً في دمياط ثم تدرج في الوظائف حتى أصبح مديرًا لمصلحة في بندر المحمودية بالبحيرة؛ ثم وكيلًا لمديرية البحيرة؛ هذا الرجل هو جد يحيى حقي.
وقد كون «إبراهيم حقي» أسرة تركية مصرية؛ فأنجب ثلاثة أبناء هم على الترتيب محمد (والد يحيى حقي)، ومحمود طاهر حقي (ولد في دمياط سنة 1884م، وتوفي في يناير 1965م، وهو الأديب المعروف)، وأخيرًا كامل حقي (توفي في 2 مايو 1972 م).
تزوج محمد إبراهيم حقي ـ والد يحيى والموظف بنظارة الأوقاف ـ من (سيدة هانم حسين) التي تنتمي إلى أب تركي وأم ألبانية، وقد التقت أسرتا «سيدة هانم» ومحمد حقي في بندر المحمودية بالبحيرة.

يحيى حقي مع صديق عمره شيخ العربية محمود محمد شاكر

### الأخوة
أنجب محمد حقي عددًا كبيرًا من الأبناء هم على الترتيب: إبراهيم، إسماعيل، يحيى، زكريا، موسى، فاطمة، حمزة، مريم. وقد توفي حمزة ومريم وهما طفلان، كما توفي عدد آخر من الأطفال قبل أن يبلغوا من العمر شهورًا.
الأخ الأكبر ليحيى هو «إبراهيم حقي» وكان يعمل في الخاصة الملكية ثم انتقل بعد ذلك للعمل في إحدى الشركات التجارية الكبرى (فيلبس). ثاني إخوته (إسماعيل حقي)، قضى زمنًا في التدريس في المعاهد المصرية ثم أحيل إلى المعاش وسافر إلى الرياض ليعمل بجامعة الملك سعود. أما أخوه الذي يصغره وهو الرابع في الترتيب فهو «زكريا حقي» الذي درس الطب وعمل مديرًا بإحدى مصالح وزارة الصحة، ثم «موسى حقي» الذي تخرج في كلية التجارة، ثم حصل على درجة (الماجستير) في السينما وكان يشغل وظيفة كبيرة بإحدى المؤسسات السينمائية.

## حياته العلمية
تلقى يحيى حقي تعليمه الأوليَّ في كُتَّاب «السيدة زينب»، وبعد أن انتقلت الأسرة من «السيدة زينب» لتعيش في «حي الخليفة»، التحق سنة 1912 بمدرسة «والدة عباس باشا الأول» الابتدائية بحي «الصليبية» بالقاهرة، وهذه المدرسة تتبع نفس الوقف الذي كان يتبعه (سبيل أم عباس) القائم حتى اليوم بحي «الصليبية»، وهي مدرسة مجانية للفقراء والعامة، وهذه المدرسة هي التي تعلم فيها مصطفى كامل باشا. قضى «يحيى حقي» فيها خمس سنوات، وفي عام 1917 حصل على الشهادة الابتدائية، فالتحق بالمدرسة السيوفية، ثم المدرسة الإلهامية الثانوية بنباقادان، وقد مكث بها سنتين حتى نال شهادة الكفاءة، ثم التحق عام 1920م بالمدرسة «السعيدية»، انتقل بعده إلى المدرسة «الخديوية» التي حصل منها على شهادة (البكالوريا)، ولما كان ترتيبه الأربعين من بين الخمسين الأوائل على مجموع المتقدمين في القطر كله، فقد التحق في أكتوبر 1921 م بمدرسة الحقوق السلطانية العليا في جامعة فؤاد الأول، وكانت وقتئذٍ لا تقبل سوى المتفوقين، وتدقق في اختيارهم. وقد رافقه فيها أقران وزملاء مثل: توفيق الحكيم، وحلمي بهجت بدوي، والدكتور عبد الحكيم الرفاعي؛ وقد حصل منها على درجة (الليسانس) في الحقوق عام 1925، وجاء ترتيبه الرابع عشر.

## حياته العملية
قضى يحيى حقي فترة التمرين بمكتب نيابة «الخليفة»، وبهذه الوظيفة بدأ حياته العملية، وما لبث أن ترك بعد مدة وجيزة هذه الوظيفة ليعمل بعدها بالمحاماة ولما تحقق له الفشل سافر إلى الإسكندرية ليعمل في أول الأمر عند الأستاذ زكي عريبي المحامي المشهور وقتذاك، بمرتب شهري قدره ستة جنيهات، لم يقبض منها شيئًا ثم انتقل إلى مكتب محام مصري بمرتب قدره ثمانية جنيهات شهريًا، وسرعان ما هجر الإسكندرية إلى مديرية البحيرة ليعمل فيها بمرتب شهري قدره اثنا عشر جنيهًا، وقد سمح له هذا العمل بالتنقل بين مراكز مدينة البحيرة، ولم يلبث في عمله بالمحاماة أكثر من ثمانية أشهر؛ حتى وجد له أهله وظيفة معاون إدارة في منفلوط بالصعيد الأوسط؛ وبعد وفاة والده عام 1926، فقبلها وتسلم عمله بها في 1 يناير 1927.
عاش يحيى حقي في الصعيد، عامين، حتى قرأ إعلانا من وزارة الخارجية عن مسابقة لأمناء المحفوظات في (القنصليات)، و (المفوضيات)؛ فتقدم إلى تلك المسابقة التي نجح فيها وكان ترتيبه الأخير، فعين أمينا لمحفوظات القنصلية المصرية في جدة عام 1929 ثم نقل منها إلى إسطنبول عام 1930م، حيث عمل في القنصلية المصرية هناك، حتى عام 1934؛ بعدها نقل إلى القنصلية المصرية في روما، التي ظل بها حتى إعلان الحرب العالمية الثانية في سبتمبر عام 1939م؛ إذ عاد بعد ذلك إلى القاهرة في الشهر نفسه، ليعين سكرتيرًا ثالثًا في الإدارة الاقتصادية بوزارة الخارجية المصرية، وقد مكث بالوزارة عشر سنوات رقي خلالها حتى درجة سكرتير أول حيث شغل منصب مدير مكتب وزير الخارجية، وقد ظل يشغله حتى عام 1949م؛ وتحول بعد ذلك إلى السلك السياسي إذ عمل سكرتيرًا أول للسفارة المصرية في باريس، ثم مستشارًا في سفارة مصر بأنقرة من عام 1952 وبقى بها عامين، فوزيرًا مفوضًا في ليبيا عام 1953.
أُقِيلَ من العمل الديبلوماسي عام 1954 عندما تزوج (في 22/9/1953م) من أجنبية وهي رسَّامة ومثَّالة فرنسية تدعي (جان ميري جيهو)، وعاد إلى مصر ليستقر بها؛ فعين مديرًا عامًا لمصلحة التجارة الداخلية بوزارة التجارة؛ ثم أنشئت مصلحة الفنون سنة 1955 فكان أول وآخر مدير لها، إذ ألغيت سنة 1958، فنقل مستشارًا لدار الكتب، وبعد أقل من سنة واحدة أي عام 1959 قدم استقالته من العمل الحكومي، لكنه ما لبث أن عاد في أبريل عام 1962 رئيساً لتحرير مجلة المجلة المصرية التي ظل يتولى مسئوليتها حتى ديسمبر سنة 1970.
تولى يحيى حقي رئاسة التحرير من مايو 1962 وحتى نهاية عام 1970، وهي أطول فترة يقضيها رئيس تحرير للمجلة في تاريخها.. لذا ارتبط اسم «المجلة» باسم يحيى حقي، حتى لقد كان شائعاً أن يقول الناس: «مجلة يحيى حقى» واستطاع خلال مدة رئاسته أن يحافظ على شخصيتها كمنبر للمعرفة، والعقل وأن يفتح صفحاتها للأجيال الشابة من المبدعين، في القصة والشعر والنقد والفكر ليصنع نجوم جيل الستينيات في «شرفة المجلة» بشارع عبد الخالق ثروت، وظل يحيي حقي يقوم بهذا الدور حتى العام الأخير من رئاسته للتحرير، حيث فوض نائبه الدكتور شكري محمد عياد لإدارة المجلة في خلال الشهور الأخيرة قبل أن يحتدم الخلاف بينه وبين المؤسسة الرسمية ويتركها في أكتوبر 1970 ليتولى رئاسة تحريرها الدكتور عبد القادر القط منذ نوفمبر 1970 حتى قرار أنور السادات بإغلاقها، وإغلاق المجلات التي كانت تصدرها الهيئة المصرية العامة للكتاب في أكتوبر 1971 وبعدها بقليل أعلن اعتزاله الكتابة والحياة الثقافية.

## حياته الاجتماعية
أولى التشكيلات الاجتماعية التي انخرط يحيى حقي فيها هي: «جمعية الأخلاق الفاضلة» في المدرسة الإلزامية، هذه الجمعية مهمتها أن تحمي الأخلاق وتحافظ عليها وعلى القيم الاجتماعية، والالتزام بها.
في مدرسة الحقوق انغمس يحيى حقي في دراسة القانون، وزامل وصادق والتقى ـ فيها ـ بنخبة من العباقرة الذين عرفتهم مصر بعدئذ، وكانت الجماعة التي انضم إليها؛ جماعة من المجدين المجتهدين، أخذ أفرادها الدرس أخذ حياة ومنهج، كان منهم حلمي بهجت بدوي، وعبد الحكيم الرفاعي، وسامي مازن؛ كان اجتماعهم حلبة ساخنة للمناقشة؛ يزكي أوارها نخبة من الأساتذة العظماء مثل عبد الحميد أبو هيف، ونجيب الهلالي، وأحمد أمين... وغيرهم.
انخرط يحيى حقي في جماعة موازية لجماعة الحقوقيين الذين لم يهتموا إلا بالقانون، هذه الجماعة هي «جماعة الأدباء»، يجتمعون بمقهى «الفن» الشهير في عماد الدين، أمام مسرح رمسيس ـ (مسرح الريحاني الآن) ـ وعن طريق شقيقه إبراهيم حقي التقى بزملاء الشباب الواعد، وعلى مقهى «الفن»، كان أقرب الأصدقاء إلى نفسه المهندس محمود طاهر لاشين (1894 ـ 1954م)، والدكتور حسين فوزي (1900 ـ 1988) إلى جانب أنواع وأنواع من الفنانين والكتاب الذين التقى بهم يحيى حقي في مقهى «الفن».

### زواجه
في عام 1942م، قرر يحيى حقي الزواج، فجاءه زميل له أنبأه بأنه عثر له على فتاة من منطقة «المعادي»، اسمها «نبيلة»، وهي ابنة الأستاذ عبد اللطيف سعودي المحامي النسابة، عضو مجلس النواب بالفيوم، والتقى يحيى حقي بالفتاة، وتمت مراسم الخطبة فالزواج، وأنجبت له ابنته «نهى»، وتوفيت زوجته بعد الولادة بشهر واحد، وبعد عشرة أشهر من زواجهما، وظل وفيًا لذكراها لعشر سنوات كاملة حتى عام 1954، حيث تزوج للمرة الثانية من الفنانة التشكيلية الفرنسية (جان ميري جيهو) وظلا معًا إلى مرحلة الشيخوخة حتي وافته المنية عام 1992.

## الجوائز التي حصل عليها
حصل يحيى حقي في يناير عام 1969 على جائزة الدولة التقديرية في الآداب، وهي أرفع الجوائز التي تقدمها الحكومة المصرية للعلماء والمفكرين والأدباء المصريين؛ تقديرًا لما بذله من دور ثقافي عام، منذ بدأ يكتب، ولكونه واحداً ممن أسهموا مساهمةً واضحةً في حركة الفكر والآداب والثقافة في مصر، بدءًا من الربع الأول من القرن العشرين. كما منحته الحكومة الفرنسية عام 1983، وسام الفارس من الطبقة الأولى، ومنحته جامعة المنيا عام 1983 الدكتوراه الفخرية؛ اعترافا من الجامعة بريادته وقيمته الفنية الكبيرة. وكان واحدًا ممن حصلوا على جائزة الملك فيصل العالمية ـ فرع الأدب العربي ـ لكونه رائدًا من رواد القصة العربية الحديثة، عام 1990.

## من أعماله
- قنديل أم هاشم
- البوسطجي
- فكرة فابتسامة
- سارق الكحل
- أنشودة للبساطة
- تعال معي إلى الكونسير
- دمعة فابتسامة
- صح النوم
- في محراب الفن
- كناسة الدكان
- مدرسة المسرح
- من فيض الكريم
- ناس في الظل
- هذا الشعر
- يا ليل يا عين
- خليها على الله
- تراب الميري
- حقيبة في يد مسافر
- خطوات في النقد
- دماء وطين
- صفحات من تاريخ مصر
- عشق الكلمة
- عطر الأحباب
- فجر القصة المصرية
- في السينما
- من باب العشم
- هموم ثقافية
- أترك لك اختيار العنوان
- الدعابة في المجتمع المصري
- أم العواجز
- امرأة مسكينة
- قنديليات
- دنيا
- عبد التواب أفندي
- فلة - مشمش - لولو
- مذكرات عابر سبيل
- ذكريات دكان
- مولد بلا حمص

## وفاته
توفي يحيى حقي في القاهرة، ضحى يوم الأربعاء 9 ديسمبر 1992م، عن عمر يناهز 87 عامًا.

## وصلات خارجية
- يحيى حقي على موقع أرشيف الشارخ.
- يحيى حقي على موقع الموسوعة البريطانية (الإنجليزية)
- يحيى حقي على موقع الدهليز
- يحيى حقي على موقع قاعدة بيانات الأفلام العربية
- يحيى حقى..عطر الأحباب الجزء اللأول. على يوتيوب
- يحيى حقى..عطر الأحباب الجزء الثانى. على يوتيوب
- يحيى حقى في برنامج كاتب وقصة على يوتيوب
- جمال الغيطاني (عطر الأحباب)
- جمال الغيطاني (عطر الأحباب) 2010
- يحيى حقي على موقع أبجد
- صفحة اقتباسات يحيى حقي على موقع أبجد